# Еріохром чорний Т
Еріохро́м чо́рний Т — це хімічний індикатор, що використовується для комплексометричного титрування, e.g. для визначення жорсткості води. Також використовується як барвник. Також відомий як ET-00. («Eriochrome» є зареєстрованою торговою маркою .)
У протонованій формі, еріохром чорний в розчині має блакитне забарвлення. Він набуває червоного забарвлення, коли утворює комплекс з іонами кальцію, магнію та інших металів. Емпірична хімічна формула HOC10H6N=NC10H4(OH)(NO2)SO3Na.

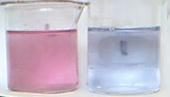
Eriochrome Black T is blue, but turns red in the presence of metals.

## Застосування
При комплексометричному титрування за допомогою Трилону Б, спостерігається характерна точка еквівалентності, перехід від червоного до блакитного забарвлення розчину.
Також еріохром чорний використовується для визначення та якісного відкриття рідкісноземельних елементів.